# Санґ-е Баст
Санґ-е Баст (перс. سنگ بست) — село в Ірані, у дегестані Газарпей-є Джонубі, в Центральному бахші, шагрестані Амоль остану Мазендеран. За даними перепису 2006 року, його населення становило 404 особи, що проживали у складі 106 сімей.

## Клімат
Середня річна температура становить 17,16°C, середня максимальна – 30,92°C, а середня мінімальна – 4,24°C. Середня річна кількість опадів – 902 мм.
| Клімат поселення                              | Клімат поселення | Клімат поселення | Клімат поселення | Клімат поселення | Клімат поселення | Клімат поселення | Клімат поселення | Клімат поселення | Клімат поселення | Клімат поселення | Клімат поселення | Клімат поселення | Клімат поселення |
| Показник                                      | Січ.             | Лют.             | Бер.             | Квіт.            | Трав.            | Черв.            | Лип.             | Серп.            | Вер.             | Жовт.            | Лист.            | Груд.            |                  |
| Середній максимум, °C                         | 11,58            | 11,71            | 14,83            | 20,63            | 24,13            | 27,46            | 30,66            | 30,92            | 28,11            | 23,36            | 18,16            | 14,01            |                  |
| Середня температура, °C                       | 7,90             | 8,04             | 11,16            | 16,96            | 20,46            | 23,79            | 26,04            | 26,31            | 23,50            | 18,75            | 13,56            | 9,40             |                  |
| Середній мінімум, °C                          | 4,24             | 4,37             | 7,48             | 13,29            | 16,79            | 20,12            | 21,43            | 21,69            | 18,89            | 14,14            | 8,94             | 4,80             |                  |
| Норма опадів, мм                              | 95               | 72               | 63               | 30               | 26               | 24               | 23               | 54               | 99               | 159              | 136              | 121              |                  |
| Середньомісячна швидкість вітру, м/с          | 1.98             | 2.48             | 2.50             | 2.34             | 2.40             | 2.80             | 2.70             | 2.18             | 2.00             | 1.90             | 1.97             | 2.10             |                  |
| Середньомісячна сонячна радіація, кДж/м²·день | 8248             | 10366            | 12388            | 15700            | 19883            | 21767            | 21633            | 18730            | 15310            | 11942            | 9520             | 7722             |                  |
| --------------------------------------------- | ---------------- | ---------------- | ---------------- | ---------------- | ---------------- | ---------------- | ---------------- | ---------------- | ---------------- | ---------------- | ---------------- | ---------------- | ---------------- |
| Джерело:                                      |                  |                  |                  |                  |                  |                  |                  |                  |                  |                  |                  |                  |                  |